# Catedral de San Juan Pablo II (Ciudad Guayana)
La Catedral de San Juan Pablo II o simplemente Catedral de Ciudad Guayana, es el nombre que recibe un proyecto en construcción de un edificio religioso que pertenece a la Iglesia católica y que se encuentra ubicado en la zona UD-251 de Ciudad Guayana en la localidad de Puerto Ordaz, la más grande población del Estado Bolívar, en la región de Guayana en la parte meridional del país sudamericano de Venezuela.
Recibe el nombre de San Juan Pablo II porque en el terreno donde se construye la catedral se celebró una misa con la presencia de ese pontífice en 1985. Desde entonces el lugar fue conocido como la «Cruz del Papa». En 1986 la Corporación Venezolana de Guayana encargo a 2 arquitectos el diseño de la catedral, y en 1997 se constituyó como Fundación. La gobernación del estado colaboró con la construcción entre 2001 y hasta 2005. Los problemas económicos retrasaron su inauguración.
Desde 2012 la fundación busca financiamiento para su finalización, en 2015 se retomaron las labores de su primera etapa que fueron concluidas en junio. Sin embargo, todavía faltan 3 etapas más para su inauguración. Solo un 45% del proyecto ha sido construido.
Una vez concluida, tomará las funciones de la Procatedral de Nuestra Señora de Fátima; actual sede temporal de la Diócesis de Ciudad Guayana. En febrero de 2018 fue declarada oficialmente parroquia por las autoridades católicas de la región en espera de su culminación. El obispo Helizandro Emiro Terán Bermúdez, es un religioso perteneciente a la Orden de San Agustín. Nombrado V Obispo titular de la Diócesis de Ciudad Guayana, nombra al padre Gerardo Moreno, como párroco titular de la Catedral San Juan Pablo II en febrero de 2018.